# Janis et John
Pour plus de détails, voir Fiche technique et Distribution.
Janis et John est une comédie française de Samuel Benchetrit de 2003.

## Synopsis
Pablo Sterni (Sergi López) est un agent d'assurance qui mène une vie morne avec sa femme Brigitte (Marie Trintignant) et son fils Jérémie dans une résidence pavillonnaire huppée mais terriblement monotone de la région parisienne. Pour arrondir ses fins de mois, il escroque un de ses clients, monsieur Cannon (Jean-Louis Trintignant) en lui faisant croire que sa voiture de collection Aston Martin DB4 (qui ne roule jamais) est assurée alors que c'est lui qui empoche les primes. Mais monsieur Cannon se fait voler sa voiture qui est retrouvée à demi-détruite. Les réparations sont estimées par le garage à 500.000 francs, Pablo n'a alors d'autre choix que de trouver l'argent pour ne pas finir en prison.
Il apprend que Léon (Christophe Lambert), son cousin qu'il n'a pas revu depuis des années, vient d'hériter d'un million de francs. Mais ce dernier vit coincé sous LSD depuis 30 ans et est persuadé que Janis Joplin et John Lennon lui ont promis de revenir.
Pablo élabore alors un plan : il va transformer sa femme Brigitte et un acteur au chômage, Walter Kingkate (François Cluzet), en Janis Joplin et John Lennon pour mettre la main sur l'argent. 
Malheureusement Brigitte et Walter se prennent trop bien au jeu, et loin de résoudre le problème, le scénario échappe à tout contrôle et entraîne Pablo beaucoup plus loin qu'il ne l'avait prévu…

## Fiche technique
- Titre : Janis et John
- Réalisation : Samuel Benchetrit
- Scénario : Samuel Benchetrit et Gabor Rassov
- Production : Fidélité Productions et France 3 Cinéma
- Producteurs : Olivier Delbosc et Marc Missonnier
- Distribution des rôles : Jeanne Biras
- Photographie : Pierre Aïm
- Décors : Yan Arlaud
- Costumes : Valérie Pozzo Di Borgo
- Chef Maquilleuse : Annick Legout
- Chef Coiffeuse : Jane Milon
- Montage : Juliette Welfling
- Sociétés de production : Fidélité Productions, France 3 Cinéma
- Distributeur : Mars Distribution
- Éditeur DVD : Fox Pathé Europa
- Format : couleur - 2,35:1 - 35 mm
- Son : Dolby Digital
- Pays de production :  France
- Genre : comédie
- Durée : 105 minutes
- Date de sortie : 15 octobre 2003 en France

## Distribution
- Sergi López : Pablo Sterni
- François Cluzet : Walter Kingkate (et John Lennon)
- Marie Trintignant : Brigitte Sterni (et Janis Joplin)
- Jean-Louis Trintignant : M. Cannon
- Christophe Lambert : Léon
- Amparo Soler Leal : La mère de Pablo
- Sacha Aubart : Jérémie Sterni, le fils de Pablo
- Basile Leroux : Bobby, un musicien
- Éric Hervé : Freddy, un musicien
- Reynald Tescaro : Miki, un musicien
- Patrick Dietsch : Johnny Rassov
- Michel Berry : Victor Artie
- Benamar Siba : Bébé
- Bruno Rozenker : Garagiste 1
- Bernie Bonvoisin : Garagiste 2
- Valérie Bonneton : Femme 1 bus
- Betty Teboulle : Femme 2 bus
- François Monnié : Homme bus
- Veronica Vallecillo : Sosie de Janis Joplin
- Alan Swoffer : Sosie de John Lennon

## Commentaires
Il s'agit du dernier film de l'actrice Marie Trintignant, décédée le 1er août 2003, trois mois après la fin du tournage. C'est aussi sa 5e et dernière collaboration avec son ex-compagnon François Cluzet, sous la direction de son mari Samuel Benchetrit. Elle partage l'affiche avec son père Jean-Louis Trintignant bien que leurs personnages n'aient aucune scène en commun.
Une grande partie des scènes du film a été tournée à Étiolles (Essonne), dans le quartier de Pompadour où se trouve d'ailleurs la maison du couple formé à l'écran par Sergi López et Marie Trintignant. D'autres scènes ont été tournées dans le onzième arrondissement de Paris (Rue Oberkampf et à la Cité Griset) ainsi qu'à Gennevilliers
Le réalisateur Samuel Benchetrit fait un caméo dans le rôle d'un consommateur regardant le spectacle de Brigitte.